# Liolaemus inacayali
Liolaemus inacayali — вид ігуаноподібних ящірок родини Liolaemidae. Ендемік Аргентини. Вид названий на честь Інакаяла, вождя теуелче.

## Поширення і екологія
Liolaemus inacayali мешкають в аргентинській провінції Ріо-Негро, переважно на території департаменту 25 травня в провінції Ріо-Негро. Вони живуть в низькорослих чагарникових степах Патагонії, де переважають піщані ґрунти. Зустрічаються на висоті від 800 до 1100 м над рівнем моря. Живляться переважно комахами, відкладають яйця.